# Епархия Бафанга
Епархия Бафанга (лат. Dioecesis Bafangensis) — епархия Римско-Католической церкви с центром в городе Бафанг, Камерун. Епархия Бафанга распространяет свою юрисдикцию на часть территории департаментов Нкам и О-Нкам. Епархия Бафанга входит в митрополию Дуалы. Кафедральным собором епархии Бафанга является церковь Непорочного Сердца Девы Марии.

## История
26 мая 2012 года Римский папа Бенедикт XVI учредил епархию Бафанга, выделив его из епархии Нконгсамбы.

## Ординарии епархии
- епископ Abraham Kome (26.05.2012 — по настоящее время).

## Источник
- Объявление об учреждении епархии (недоступная ссылка)  (итал.)